# Suaeda argentinensis
Suaeda argentinensis là loài thực vật có hoa thuộc họ Dền. Loài này được A. Soriano miêu tả khoa học đầu tiên năm.